# حقوق ال‌جی‌بی‌تی در اروپا
حقوق همجنس‌گرایان، دوجنسگرایان و فراجنسیتی‌ها (ال‌جی‌بی‌تی) به‌طور گسترده‌ای در کشورهای اروپا متنوع هستند. از ۲۶ کشور در سراسر جهان که ازدواج همجنس‌گرایان را قانونی کرده‌اند، شانزده کشور در اروپاست. دوازده کشور اروپایی دیگر اتحاد مدنی را قانونی کرده‌اند یا روشهای دیگری برای به رسمیت شناختن زوج‌های همجنسگرا دارند. ارمنستان و استونی، ازدواجهای همجنس در هر کشور خارجی انجام شود را به رسمیت می‌شناسند، و اسلواکی ازدواج‌های همجنسگرایان را در داخل اتحادیه اروپا و در صورتی که یکی از دو شخص عضو اتحادیه اروپا باشد را به رسمیت می‌شناسد.
چند کشور اروپایی هر گونه اتحاد بین دو همجنس را به رسمیت نمی‌شناسند. ازدواج فقط به عنوان یک اتحاد بین مرد و زن در قانون اساسی ارمنستان، بلاروس، بلغارستان، کرواسی، گرجستان، مجارستان، لتونی، لیتوانی، مولداوی، مونته‌نگرو، لهستان، صربستان، اسلواکی و اوکراین تعریف شده‌است. با این وجود، ارمنستان ازدواج‌های همجنسگرایان را در خارج از کشور به رسمیت می‌شناسد و کرواسی و مجارستان اتحاد مدنی را به رسمیت می‌شناسند. اروپای شرقی به عنوان داشتن حقوق و حمایت‌های قانونی کمتر، شرایط زندگی بدتر و افکار عمومی کم‌تمایلتری برای افراد ال‌جی‌بی‌تی نسبت به اروپای غربی شناخته می‌شود.
سه کشور برتر اروپایی از لحاظ برابری حقوق ال‌جی‌بی‌تی از نظر ایلگا-اروپا، مالت، بلژیک و نروژ هستند. اروپای غربی به عنوان پیشروترین منطقه در جهان برای افراد ال‌جی‌بی‌تی در نظر گرفته می‌شود.